# (4957) Brucemurray
(4957) Brucemurray es un asteroide perteneciente a los asteroides Amor descubierto el 15 de diciembre de 1990 por Eleanor Francis Helin desde el observatorio del Monte Palomar, Estados Unidos.

## Designación y nombre
Brucemurray se designó inicialmente como 1990 XJ.
Más adelante, en 1993, fue nombrado en honor del astrónomo estadounidense Bruce C. Murray (1931-2013).

## Características orbitales
Brucemurray está situado a una distancia media de 1,566 ua del Sol, pudiendo acercarse hasta 1,223 ua y alejarse hasta 1,908 ua. Su inclinación orbital es 35,01 grados y la excentricidad 0,2189. Emplea en completar una órbita alrededor del Sol 715,5 días.
Brucemurray es un asteroide cercano a la Tierra.

## Características físicas
La magnitud absoluta de Brucemurray es 14,9 y el periodo de rotación de 2,892 horas. Está asignado al tipo espectral S de la clasificación SMASSII.